# Omankauz
Der Omankauz (Strix butleri), auch Wüstenkauz, in der Literatur auch Fahlkauz, Wüstenfahlkauz oder Omanfahlkauz genannt, ist eine Eulenart aus der Gattung Strix. Er bewohnt Berg- und Wüstenregionen auf der Arabischen Halbinsel. Die Art wurde nach dem britischen Vogelkundler und Offizier Edward Arthur Butler benannt.

## Merkmale
Der Omankauz erreicht eine Körpergröße von 30 bis 34 Zentimetern. Sein Gefieder ist hell und eher einfarbig, die Unterseite ist hell und nicht gestreift, nur dünn und undeutlich hell ockergelb gebändert. Omankäuze haben einen runden Kopf und tief gelbe Augen.
Verwechslungsmöglichkeiten bestehen unter anderem mit dem Waldkauz. Dieser ist jedoch größer und dunkler gefärbt und hat immer dunkle Augen. Der Lilith-Kauz ist wie der Omankauz sehr blass, aber wesentlich kleiner. Ähnlich wie der Steinkauz hat der Lilith-Kauz eine sehr niedrige Stirn, so dass er anders als der Omankauz ausgesprochen flachköpfig wirkt.

## Verbreitung und Lebensraum

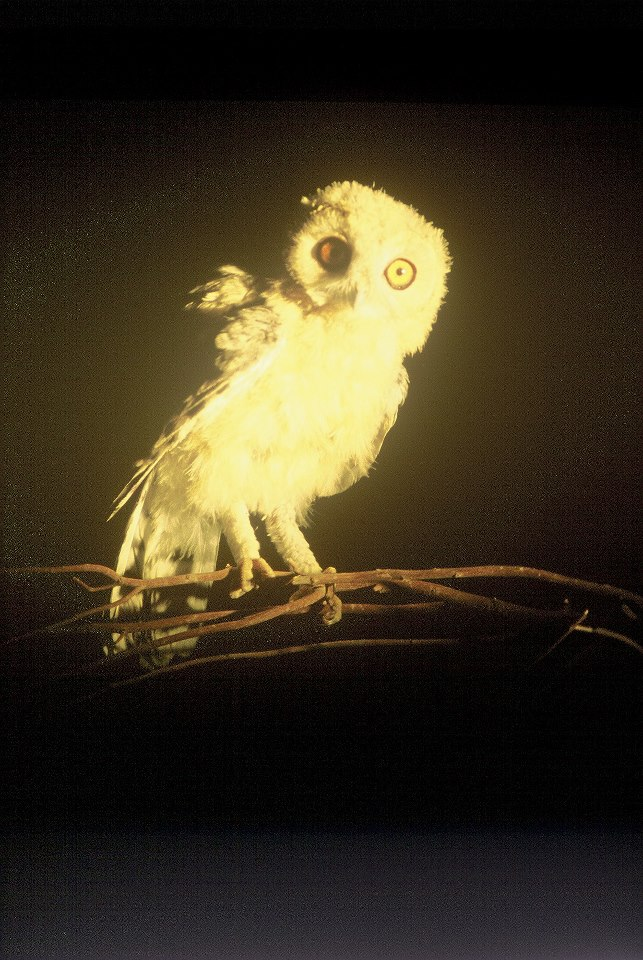
Der als eigene Art betrachtete Fahlkauz (Strix hadorami)

Seit seiner Erstbeschreibung wurden die Arabische Halbinsel bis zum Toten Meer, der Süden Israels, der Libanon, Syrien und Jordanien sowie die Halbinsel Sinai und der Nordosten Ägyptens wie auch die Südküste des Iran und Pakistans als Verbreitungsgebiet angegeben.
Aus Pakistan (Provinz Belutschistan) stammt zwar das Typusexemplar, es wurden dort aber nie ein weiterer Omankauz oder gar Brutpaare beobachtet. Das Vorkommen im Iran ist ebenso unbelegt und könnte durch eine Fehlinterpretation nach der Aufteilung Belutschistans zwischen dem Iran und dem heutigen Staat Pakistan zustande gekommen sein.
Neuere Forschungen haben eine Aufspaltung des Omankauzes in zwei Arten ergeben, wobei die 2015 neu beschriebene Art Strix hadorami (Fahlkauz) den Großteil des Verbreitungsgebietes des bisher als Strix butleri angesehenen Vogels besetzt. Das Vorkommen des Omankauzes muss neu abgegrenzt werden, es könnte sich auf ein Gebiet im nördlichen Oman reduzieren, von wo 2013 das Taxon Strix omanensis beschrieben wurde. Es wird vermutet, dass es sich dabei nicht um eine eigene Art, sondern um eine Population von Strix butleri handelt. Strix omanensis wurde hauptsächlich wegen seiner Rufe neu beschrieben, die sich deutlich von denen der Populationen an der Westküste der Arabischen Halbinsel oder in Israel unterschieden. Diese werden aber ohnehin nicht mehr zu Strix butleri gezählt, sondern zu Strix hadorami. Der nördliche Oman könnte daher das eigentliche Brutgebiet von Strix butleri sein und der Name Strix omanensis nur ein Juniorsynonym zu Strix butleri. Vergleichende  Molekulargenetische Untersuchungen stehen noch aus, da Strix omanensis bisher nur anhand von Fotos beschrieben wurde.
Der Omankauz ist ein Standvogel, der Felswüsten und Halbwüsten sowie felsige Berghänge besiedelt. Er ist mitunter auch in der Nähe von menschlichen Siedlungen zu beobachten.

## Lebensweise
Ursprüngliche Angaben über die Lebensweise von Strix butleri beziehen sich heute überwiegend auf Strix hadorami. Die im Oman gesammelten Gewölle enthielten 22 einzelne Beutetiere, drei Nagetierarten (Acomys cahirinus, Gerbillus nanus und Gerbillus dasyurus), mindestens zwei unbestimmte Geckoarten und einen Skorpion. Den größten Beuteanteil repräsentierten Acomys cahirinus mit 31,8 % und Eidechsen mit 27,3 %. Ein Kauz im Oman hatte eine Lachtaube (Spilopelia senegalensis) erlegt. Über das Fortpflanzungsverhalten des Omankauzes ist nichts bekannt.

## Forschungsgeschichte und Erstbeschreibung
Allan Octavian Hume beschrieb den Omankauz 1878 als Art der Gattung Asio (Ohreulen). Ihm fiel zwar das Fehlen der typischen Ohrbüschel auf, er nahm jedoch an, dass es sich möglicherweise um eine neue Gattung oder Untergattung handeln könne. Daher setzte er ein Fragezeichen hinter den Titel seiner Erstbeschreibung: „Asio butleri Sp. nov.?“ Das Artepitheton butleri ehrt den britischen Offizier und Ornithologen Edward Arthur Butler. In der Begründung für den Namen schrieb Hume:

„This skin I owe to my indefatigable and devoted coadjutor, Captain E. A. Butler, after whom I have named it, and to whom I must not neglect to express my many obligations. He procured it for me through one of his friends Mr. Nash, I believe from Omara, on the Mekran Coast. (deutsch: Diesen Balg verdanke ich meinem unermüdlichen und ergebenen Mithelfer Kapitän E. A. Butler, nach dem ich ihn benannte und dem gegenüber ich es nicht versäumen möchte, meine vielfachen Schuldigkeiten auszudrücken. Er besorgte ihn mir über einen seiner Freunde, Herrn Nash, ich glaube aus Omara an der Küste von Makran.“

Die unklare Angabe der Typuslokalität führte oft zu Unstimmigkeiten bei den Angaben zum Verbreitungsgebiet des Omankauzes. Bei dem angegebenen Ort handelt es sich wohl um die Hafenstadt Ormara im heutigen Pakistan. Es bleibt aber unklar, ob der Balg aus der Umgebung der Stadt bzw. aus der Region Belutschistan stammt, die sich heute über jeweils eine Provinz an der Südküste der Staaten Pakistan und Iran erstreckt. Jedenfalls wurden in dieser Gegend keine weiteren Exemplare des Vogels beobachtet und es könnte sich um einen Irrgast von der Arabischen Halbinsel handeln. In neueren Verzeichnissen der Vögel des Irans und Pakistans wird auch die Möglichkeit in Betracht gezogen, dass das Typusexemplar von arabischen Händlern nach Ormara gebracht worden ist, von wo es durch den Telegraphenbeamten Nash an Butler und von diesem an Hume weitergegeben wurde.